# Vallecito (Argentina)
Vallecito és una localitat situada a l'est de la província de San Juan, gairebé al centre sud del Departament de Caucete, Argentina.
És conegut per l'oratori de la Difunta Correa, que és molt visitat. S'accedeix al poble per la Ruta Nacional 141.

## Població
Vallecito té 404 habitants (INDEC, 2010), la qual cosa representa un increment enfront dels 293 habitants (INDEC, 1991) de 1991.

## Difunta Correa

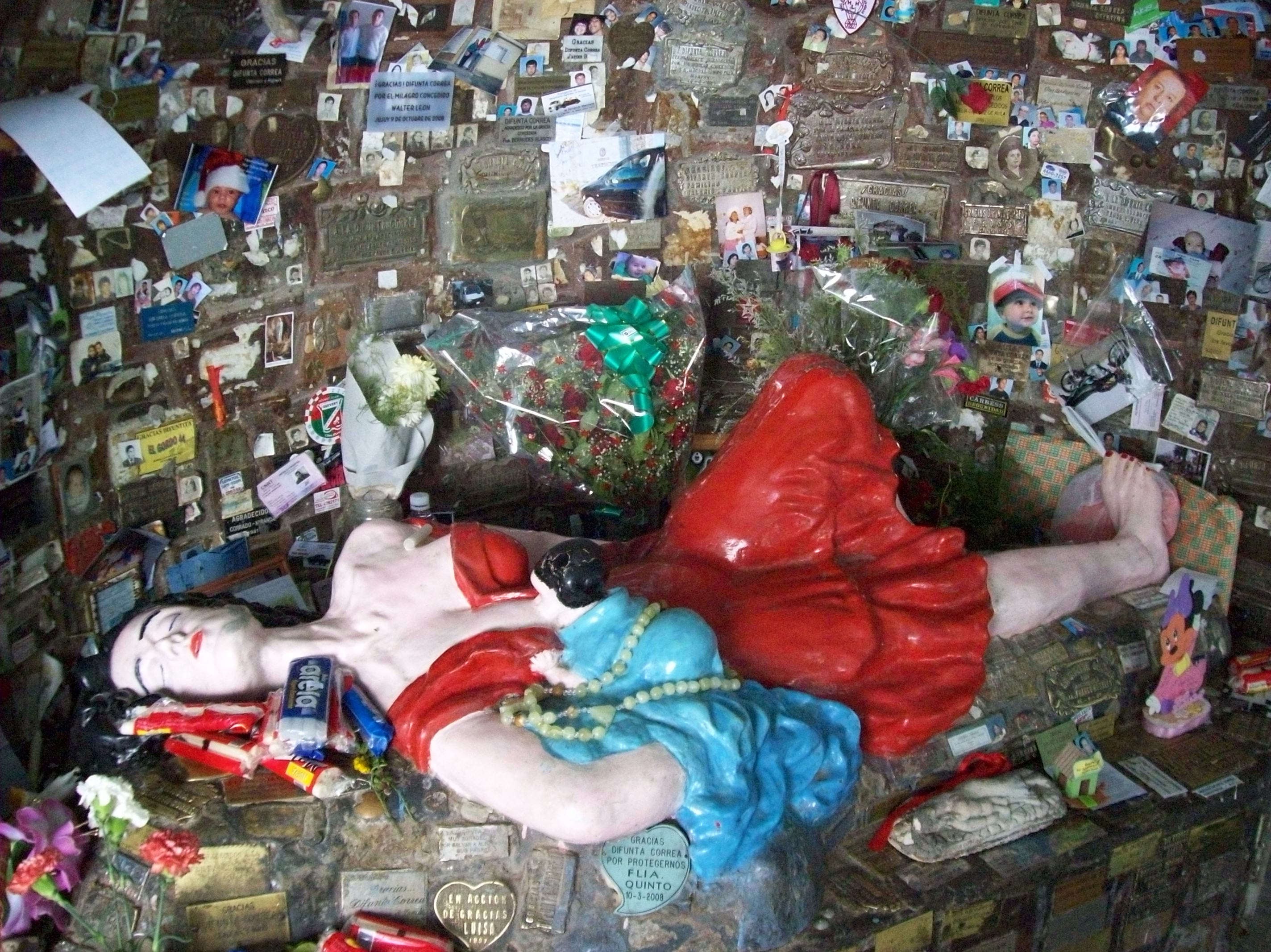
Estàtua de la Difunta Correa.

La localitat concentra una gran quantitat de turisme a causa de la tomba de la Difunta Correa.Des de la Dècada del 1940 es troba el seu santuari en aquesta localitat. Originàriament era amb prou feines una creu situada a la part alta d'un turó i actualment existeixen diverses capelles (17 en 2005), plenes d'ofrenes.
Les visites al santuari tenen lloc durant tot l'any, però són més freqüents per Setmana Santa, el dia de les Ànimes (2 de novembre) i les festes dels camioners i els gautxos (sense data fixa, però sempre a l'estiu). En les èpoques de major afluència es poden concentrar fins a dues-centes mil persones; la mitjana (any 2005) dels que peregrinen al santuari de la "Difunta Correa" a Vallecito és d'un milió de persones l'any.